# Suze Valen
Suze Valen (1978) es una deportista neerlandesa que compitió en natación. Ganó cuatro medallas en el Campeonato Europeo de Natación en Piscina Corta entre los años 1996 y 2002.

## Palmarés internacional
| Campeonato Mundial en Piscina Corta | Campeonato Mundial en Piscina Corta | Campeonato Mundial en Piscina Corta | Campeonato Mundial en Piscina Corta |
| Año                                 | Lugar                               | Medalla                             | Prueba                              |
| ----------------------------------- | ----------------------------------- | ----------------------------------- | ----------------------------------- |
| 1996                                | Rostock (Alemania)                  | Medalla de bronce                   | 50 m espalda                        |
| 2001                                | Amberes (Bélgica)                   | Medalla de plata                    | 4 × 50 m libre                      |
| 2001                                | Amberes (Bélgica)                   | Medalla de bronce                   | 4 × 50 m estilos                    |
| 2002                                | Riesa (Alemania)                    | Medalla de bronce                   | 4 × 50 m libre                      |